# Sinagoga Sandys Row di Londra
La sinagoga Sandys Row di Londra, costruita nel 1867, è - dopo la distruzione nel 1941 della Sinagoga grande (1790) - la più antica sinagoga ashkenazita oggi esistente a Londra. È una delle sinagoghe storiche della città, assieme alla sinagoga Bevis Marks (1701) e alla sinagoga New West End (1879), entrambe sefardite.

## La costruzione
L'edificio nel quale si trova la sinagoga, non nacque come tale, ma fu costruito nel 1766 da profughi ugonotti francesi come sede della loro chiesa, l'Eglise de l' Artillerie, così chiamata dal nome della strada su cui si apriva il vecchio ingresso. Con i cambiamenti demografici, il luogo di culto fu utilizzato da varie comunità cristiane, finché nel 1853 fu affittato e quindi acquistato nel 1867 da una associazione ebraica (la Hevrat Menahem Avalim Hesed v'Emeth) che la trasformò in sinagoga al servizio dei numerosi ebrei immigrati ashkenaziti, in maggioranza poveri, che vivevano nella zona. Il progetto di ristrutturazione fu affidato a all'architetto Nathan S. Joseph, che nel 1877-79 avrebbe collaborato anche alla costruzione della Sinagoga New West End di Londra e nel 1879-81 alla realizzazione della Sinagoga Garnethill di Glasgow.
Nathan Joseph lasciò inalterata la struttura muraria originaria. Tuttavia, per rispettare l'asse tradizione delle sinagoghe verso Gerusalemme, ribaltò quello che l'orientamento della vecchia chiesa, murando l'ingresso originario, sul quale appoggiò l'arca. Il nuovo ingresso fu trasportato sul lato opposto, aprendosi su Sandys Row. Al di là della semplice porta, niente fu aggiunto dal punto di vista architettonico a indicare la presenza sulla strada del luogo culto, che appare indistinguibile dalla case vicine, come del resto caratteristico nelle sinagoghe più antiche.
La sala, rettangolare ha un soffitto piano sorretto da volte, finestre a lucernario e un'arca santa neoclassica in legno di mogano collocata in un'abside. Il matroneo corre su tre lati sorretto da semplici colonne. Le panche sono in legno di pino.
Già nel 1881 la sinagoga raccoglieva una delle più numerose comunità ebraiche di Londra. Con la distruzione della sinagoga grande di Londra nei bombardamenti del 1941, la sinagoga Sandys Row è rimasta come la più antica sinagoga ashkenazita della città. Ha sempre mantenuto negli anni il suo aspetto originario. Lavori di restauro furono compiuti nel 1922 e in modo più radicale nel 2010, dopo aver ricevuto un finanziamento per consolidare le strutture murarie e il tetto. Ci sono progetti anche per una risistemazione a museo di alcuni locali di servizio della sinagoga.
La sinagoga è oggi regolarmente aperta per il culto, per le visite, e per eventi culturali. Il suo nome è nella lista dei principali monumenti artistici del Regno Unito. Con la sinagoga Bevis Marks e la sinagoga New West End è una delle tre sinagoghe di Londra ad avere questa distinzione.